# DBU Pokalen 2018-19
DBU Pokalen 2018-19 (også kendt som Sydbank Pokalen 2018-19 af sponsormæssige årsager) er den 65. udgave af DBU Pokalen. Finalen blev spillet i Telia Parken Store Bededag d. 17. maj 2019, hvor FC Midtjylland vandt 5-4 over Brøndby IF efter straffesparkskonkurrence. Efter den ordinære spilletid endte kampen 1-1.
Efter reglerne træder vinderen ind i Europa League, 3. kvalifikationsrunde, men da FC Midtjylland forinden havde sikret sig kvalifikation til kvalifikationsrunde, tilfaldt pladsen i stedet nr. 4 i Superligaen.
Lavest rangerende deltager i hovedturneringen denne sæson var Herning KFUM, der ved turneringens begyndelse spillede i Serie 4.

## Struktur
I 1. runde var der 88 hold. 52 kom fra kvalifikationskampene blandt serieholdene i sæsonen 2017-18 hos DBU Bornholm (1 hold), DBU Fyn (8 hold), DBU Jylland (19 hold) DBU København (8 hold), DBU Lolland-Falster (3 hold) og DBU Sjælland (13 hold). 24 hold kom fra 2. division 2017-18. 9 hold kom fra 1. division 2017-18. De sidste 3 hold var nedrykkerne fra Superligaen 2017-18.
I 2. runde var der 52 hold. 44 af dem var vinderne fra 1. runde. 5 hold fra Superligaen 2017-18. De sidste 3 hold var oprykkerne fra 1. division 2017-18.
I 3. runde var der 32 hold. 26 af dem var vinderne fra 2. runde. De sidste 6 hold var nr. 1-6 fra Superligaen 2017-18.
Herefter trådte ingen nye hold ind.

## Deltagere
102 hold er med i DBU Pokalen. Alle divisionshold fra sæsonen 2017-18 er automatisk med i pokalturneringen, mens tilmeldte seriehold spillede kvalifikationskampe for at komme med.
Det lavest rangerede seriehold fra sæsonen 2017-18, som når længst, får 100.000 kr.

### Superligaen
| Klub            | Træder ind i | Slået ud i   | Slået ud af    |
| --------------- | ------------ | ------------ | -------------- |
| AC Horsens      | 3. runde     | 4. runde     | AaB            |
| AGF             | 2. runde     | 4. runde     | Næstved        |
| Brøndby         | 3. runde     | Finalen      | FC Midtjylland |
| Esbjerg         | 2. runde     | Kvartfinalen | OB             |
| F.C. København  | 3. runde     | 4. runde     | FC Midtjylland |
| FC Midtjylland  | 3. runde     | MESTRE       |                |
| FC Nordsjælland | 3. runde     | 4. runde     | Vendsyssel FF  |
| Hobro           | 2. runde     | 4. runde     | OB             |
| OB              | 2. runde     | Semifinalen  | FC Midtjylland |
| Randers FC      | 2. runde     | 3. runde     | Kolding IF     |
| SønderjyskE     | 2. runde     | 4. runde     | AaB            |
| Vejle           | 2. runde     | 4. runde     | Kolding        |
| Vendsyssel FF   | 2. runde     | Kvartfinalen | Brøndby IF     |
| AaB             | 3. runde     | Semifinalen  | Brøndby IF     |

### NordicBet Liga
| Klub          | Træder ind i | Slået ud i   | Slået ud af     |
| ------------- | ------------ | ------------ | --------------- |
| FC Fredericia | 1. runde     | 3. runde     | SønderjyskE     |
| FC Helsingør  | 1. runde     |              |                 |
| FC Roskilde   | 1. runde     | 3. runde     | AaB             |
| Fremad Amager | 1. runde     |              |                 |
| HB Køge       | 1. runde     | 3. runde     | FC Nordsjælland |
| Hvidovre      | 1. runde     | 1. runde     | Fremad Amager   |
| Lyngby        | 1. runde     | 1. runde     | Nykøbing FC     |
| Nykøbing FC   | 1. runde     | 3. runde     | Vejle           |
| Næstved       | 1. runde     | Kvartfinalen | AaB             |
| Silkeborg     | 1. runde     | 2. runde     | Næstved         |
| Thisted       | 1. runde     | 3. runde     | OB              |
| Viborg        | 1. runde     |              |                 |

### 2. division
| Klub          | Liga 2018-19 | Træder ind i | Slået ud i   | Slået ud af    |
| ------------- | ------------ | ------------ | ------------ | -------------- |
| AB            | Øst          | 1. runde     | 2. runde     | OB             |
| Avarta        | Øst          | 1. runde     |              |                |
| B93           | Øst          | 1. runde     |              |                |
| Brabrand      | Vest         | 1. runde     |              |                |
| Brønshøj      | Øst          | 1. runde     | 1. runde     | Herlev         |
| Dalum         | Vest         | 1. runde     | 3. runde     | FC Midtjylland |
| FC Sydvest    | Vest         | 1. runde     | 2. runde     | AGF            |
| Frem          | Øst          | 1. runde     |              |                |
| HIK           | Øst          | 1. runde     | 2. runde     | Nykøbing FC    |
| Hillerød      | Øst          | 1. runde     | 3. runde     | Brøndby IF     |
| Jammerbugt FC | Vest         | 1. runde     | 3. runde     | AaB            |
| Kjellerup     | Vest         | 1. runde     | 2. runde     | Middelfart     |
| Kolding IF    | Vest         | 1. runde     | Kvartfinalen | FC Midtjylland |
| Marienlyst    | Øst          | 1. runde     | 4. runde     | Brøndby IF     |
| Middelfart    | Øst          | 1. runde     | 3. runde     | AC Horsens     |
| Odder         | Vest         | 1. runde     | 1. runde     | Dalum          |
| Ringkøbing    | Vest         | 1. runde     | 1. runde     | Skive          |
| Skive         | Vest         | 1. runde     | 2. runde     | Viby           |
| Skovshoved    | Øst          | 1. runde     | 1. runde     | Frem           |
| Slagelse      | Øst          | 1. runde     | 1. runde     | FC Helsingør   |
| Tarup-Paarup  | Vest         | 1. runde     | 2. runde     | Thisted        |
| Vejgaard      | Vest         | 1. runde     | 1. runde     | Aarhus Fremad  |
| Aarhus Fremad | Vest         | 1. runde     | 3. runde     | AGF            |

### Seriehold, Bornholm
| Klub        | Liga 2018-19     | Træder ind i | Slået ud i | Slået ud af |
| ----------- | ---------------- | ------------ | ---------- | ----------- |
| NB Bornholm | Københavnsserien | 1. runde     | 2. runde   | Hillerød    |

### Seriehold, Fyn
| Klub          | Liga 2018-19   | Træder ind i | Slået ud i | Slået ud af   |
| ------------- | -------------- | ------------ | ---------- | ------------- |
| B1913         | Danmarksserien | 1. runde     | 1. runde   | Kolding IF    |
| FC BiH Odense | Serie 1        | 1. runde     | 1. runde   | Bramdrupdam   |
| Fjordager     | Serie 1        | 1. runde     | 1. runde   | Middelfart    |
| Næsby         | Danmarksserien | 1. runde     | 2. runde   | Randers FC    |
| Nr. Aaby      | Albaniserien   | 1. runde     | 1. runde   | Tarup-Paarup  |
| OKS           | Albaniserien   | 1. runde     | 1. runde   | Marienlyst    |
| Otterup       | Danmarksserien | 1. runde     | 1. runde   | Hedensted     |
| Ringe         | Serie 1        | 1. runde     | 1. runde   | FC Fredericia |

### Seriehold, Jylland
| Klub             | Liga 2018-19   | Træder ind i | Slået ud i | Slået ud af    |
| ---------------- | -------------- | ------------ | ---------- | -------------- |
| Agerbæk/Starup   | Jyllandsserien | 1. runde     | 1. runde   | Næsby          |
| Birkelse         | Serie 2        | 1. runde     | 1. runde   | Thisted        |
| Bramdrupdam      | Serie 2        | 1. runde     |            |                |
| Egen             | Serie 1        | 1. runde     | 2. runde   | Vendsyssel FF  |
| FC Djursland     | Danmarksserien | 1. runde     |            |                |
| FC Skanderborg   | Jyllandsserien | 1. runde     | 1. runde   | Egen           |
| Fuglebakken KFUM | Jyllandsserien | 1. runde     | 1. runde   | Kjellerup      |
| Hedensted        | Danmarksserien | 1. runde     |            |                |
| Herning KFUM     | Serie 4        | 1. runde     | 1. runde   | Silkeborg KFUM |
| Hirtshals        | Serie 1        | 1. runde     | 1. runde   | Brabrand       |
| Holstebro        | Danmarksserien | 1. runde     | 1. runde   | Silkeborg      |
| Lyseng           | Danmarksserien | 1. runde     | 2. runde   | Hobro          |
| Nørresundby      | Danmarksserien | 1. runde     | 1. runde   | Viby           |
| SGI/SSK          | Serie 1        | 1. runde     | 1. runde   | FC Sydvest     |
| Silkeborg KFUM   | Danmarksserien | 1. runde     | 2. runde   | Kolding IF     |
| Tjørring         | Jyllandsserien | 1. runde     | 1. runde   | Lyseng         |
| Vatanspor        | Danmarksserien | 1. runde     | 1. runde   | FC Djursland   |
| Viby             | Danmarksserien | 1. runde     | 3. runde   | F.C. København |
| Vildbjerg        | Jyllandsserien | 1. runde     | 1. runde   | Viborg         |
| VSK Aarhus       | Danmarksserien | 1. runde     | 1. runde   | Jammerbugt FC  |

### Seriehold, København
| Klub         | Liga 2018-19     | Træder ind i | Slået ud i | Slået ud af      |
| ------------ | ---------------- | ------------ | ---------- | ---------------- |
| AB Tårnby    | Danmarksserien   | 1. runde     | 1. runde   | Hørsholm-Usserød |
| B1908        | Danmarksserien   | 1. runde     | 3. runde   | Marienlyst       |
| CBS Sport    | Serie 1          | 1. runde     | 1. runde   | GVI              |
| Fremad Valby | Danmarksserien   | 1. runde     | 1. runde   | AB               |
| GVI          | Danmarksserien   | 1. runde     | 2. runde   | SønderjyskE      |
| IF Føroyar   | Københavnsserien | 1. runde     | 1. runde   | Hillerød         |
| Tårnby FF    | Københavnsserien | 1. runde     |            |                  |
| BK Union     | Danmarksserien   | 1. runde     | 1. runde   | Hundested        |

### Seriehold, Lolland-Falster
| Klub              | Liga 2018-19          | Træder ind i | Slået ud i | Slået ud af     |
| ----------------- | --------------------- | ------------ | ---------- | --------------- |
| Døllefjelde-Musse | Sjællandsserien       | 1. runde     | 1. runde   | B1908           |
| FC Nakskov        | Sjællandsserien       | 1. runde     | 1. runde   | Avarta          |
| Listrup           | Lolland-Falsterserien | 1. runde     | 1. runde   | Frem Bjæverskov |

### Seriehold, Sjælland
| Klub             | Liga 2018-19    | Træder ind i | Slået ud i | Slået ud af   |
| ---------------- | --------------- | ------------ | ---------- | ------------- |
| FC Rudersdal     | Serie 2         | 1. runde     | 1. runde   | NB Bornholm   |
| Frem Bjæverskov  | Serie 2         | 1. runde     | 2. runde   | Ledøje-Smørum |
| Greve            | Danmarksserien  | 1. runde     | 1. runde   | FC Roskilde   |
| Herlev           | Danmarksserien  | 1. runde     |            |               |
| Holbæk           | Danmarksserien  | 1. runde     | 1. runde   | HIK           |
| Humlebæk         | Serie 2         | 1. runde     | 1. runde   | Humlebæk      |
| Hundested        | Serie 1         | 1. runde     | 3. runde   | Vendsyssel FF |
| Hørsholm-Usserød | Serie 1         | 1. runde     | 2. runde   | AaB           |
| Karslunde        | Danmarksserien  | 1. runde     | 1. runde   | Næstved       |
| Ledøje-Smørum    | Danmarksserien  | 1. runde     | 3. runde   | Hobro         |
| Skjold Birkerød  | Danmarksserien  | 1. runde     | 1. runde   | B93           |
| Stenløse         | Sjællandsserien | 1. runde     | 1. runde   | Ledøje-Smørum |
| Vordingborg      | Serie 1         | 1. runde     | 1. runde   | Tårnby FF     |

## Første runde
I turneringens første runde er holdene opdelt i en Vest- og Øst-pulje. I Vest-puljen deltager 46 hold, der igen er opdelt i to puljer, "Fyn/Jylland-puljen" og "Jylland-puljen". Øst-puljen består af 42 hold og er ikke delt op.
Lodtrækningen fandt sted fredag den 22. juni 2018.

### Vest, Jylland
| 7. august 2018 18:00 |

| Fuglebakken KFUM (5) | 1 - 4 | Kjellerup (3) |
| -------------------- | ----- | ------------- |
|                      |       |               |

| Højlyngen, Aarhus Dommer: Nils Heer |

| 7. august 2018 18:00 |

| Herning KFUM (9) | 0 - 5 | Silkeborg KFUM (4) |
| ---------------- | ----- | ------------------ |
|                  |       |                    |

| KFUM Idrætscenter, Herning Dommer: Lasse Læbel Graagaard |

| 7. august 2018 18:00 |

| Tjørring (5) | 0 - 1 | Lyseng (4) |
| ------------ | ----- | ---------- |
|              |       |            |

| Hessel Arena, Herning Dommer: Aydin Uslu |

| 7. august 2018 18:30 |

| VSK Aarhus (4) | 0 - 3 | Jammerbugt FC (3) |
| -------------- | ----- | ----------------- |
|                |       |                   |

| Vejlby Stadion, Vejlby Dommer: Rasmus Nielsen |

| 7. august 2018 19:00 |

| Nørresundby (4) | 1 - 3 | Viby (4) |
| --------------- | ----- | -------- |
|                 |       |          |

| Lindholm Høje Stadion, Nørresundby Dommer: Morten Bach Jepsen |

| 8. august 2018 18:00 |

| Birkelse (7) | 0 - 10 | Thisted (2) |
| ------------ | ------ | ----------- |
|              |        |             |

| Nordjyske Bank Arena, Aabybro Dommer: Henrik Overgaard |

| 8. august 2018 18:00 |

| FC Djursland (4) | 3 - 1 | Vatanspor (4) |
| ---------------- | ----- | ------------- |
|                  |       |               |

| HSM Arena Grenaa, Grenaa Dommer: Jacob Tornbjerg Rasmussen |

| 8. august 2018 18:00 |

| Hirtshals (6) | 0 - 9 | Brabrand (3) |
| ------------- | ----- | ------------ |
|               |       |              |

| Schlie Arena, Hirtshals Dommer: Nikolaj Boddum Pedersen |

| 8. august 2018 18:00 |

| Holstebro (4) | 0 - 4 | Silkeborg (2) |
| ------------- | ----- | ------------- |
|               |       |               |

| Holstebro Idrætspark, Holstebro Dommer: Aydin Uslu |

| 8. august 2018 18:00 |

| Ringkøbing (3) | 1 - 5 | Skive (3) |
| -------------- | ----- | --------- |
|                |       |           |

| Green Arena, Ringkøbing Dommer: Morten Krogh |

| 8. august 2018 18:00 |

| Vejgaard (3) | 1 - 1 (e.f.s.) | Aarhus Fremad (3) |
| ------------ | -------------- | ----------------- |
|              |                |                   |

| Soffy Road, Aalborg Dommer: Michael Rasmussen |

|  |       | Straffesparkskonkurrence |
|  | 3 - 5 |                          |

| 8. august 2018 18:00 |

| Vildbjerg (5) | 0 - 10 | Viborg (2) |
| ------------- | ------ | ---------- |
|               |        |            |

| Vildbjerg Sports- og Kulturcenter, Vildbjerg Dommer: Chris Johansen |

### Vest, Fyn/Jylland
| 7. august 2018 18:00 |

| Agerbæk/Starup (5) | 1 - 2 | Næsby (4) |
| ------------------ | ----- | --------- |
|                    |       |           |

| Agerbæk Stadion, Agerbæk Dommer: Morten Bertelsen |

| 7. august 2018 18:00 |

| Fjordager (6) | 1 - 5 | Middelfart (3) |
| ------------- | ----- | -------------- |
|               |       |                |

| Fjordager IF's anlæg, Odense Dommer: Simon Duerlund Rasmussen |

| 7. august 2018 18:00 |

| Nr. Aaby (5) | 0 - 6 | Tarup-Paarup (3) |
| ------------ | ----- | ---------------- |
|              |       |                  |

| Nr. Aaby Idrætspark, Nørre Aaby Dommer: Sebastian Tornhøj Nielsen |

| 7. august 2018 18:00 |

| OKS (5) | 2 - 4 | Marienlyst (3) |
| ------- | ----- | -------------- |
|         |       |                |

| OKSON-Park, Odense Dommer: Paw Johansen |

| 7. august 2018 18:30 |

| Otterup (4) | 1 - 3 | Hedensted (4) |
| ----------- | ----- | ------------- |
|             |       |               |

| Nordfyns Bank Arena, Otterup Dommer: Allan Rørdahl Borgstrøm |

| 7. august 2018 19:00 |

| Egen (6) | 2 - 1 | FC Skanderborg (5) |
| -------- | ----- | ------------------ |
|          |       |                    |

| Guderup Idrætsanlæg, Nordborg Dommer: Martin Outzen |

| 8. august 2018 18:00 |

| B1913 (4) | 0 - 1 | Kolding IF (3) |
| --------- | ----- | -------------- |
|           |       |                |

| Campus Road, Odense Dommer: Sandi Putros |

| 8. august 2018 18:00 |

| Dalum (3) | 3 - 1 | Odder (3) |
| --------- | ----- | --------- |
|           |       |           |

| Lars R. Jacobsen Park, Odense Dommer: Jonas Bøgelund |

| 8. august 2018 18:00 |

| Ringe (6) | 0 - 6 | FC Fredericia (2) |
| --------- | ----- | ----------------- |
|           |       |                   |

| Ringe Stadion, Ringe Dommer: Allan Rørdahl Borgstrøm |

| 8. august 2018 18:00 |

| SGI/SSK (6) | 2 - 2 (e.f.s.) | FC Sydvest (3) |
| ----------- | -------------- | -------------- |
|             |                |                |

| Guldager Idrætscenter, Esbjerg Dommer: Jonas Rossen |

|  |       | Straffesparkskonkurrence |
|  | 1 - 2 |                          |

| 14. august 2018 18:00 |

| Bramdrupdam (7) | 3 - 2 (e.f.s.) | FC BiH Odense (6) |
| --------------- | -------------- | ----------------- |
|                 |                |                   |

| Bramdrupdam Hallerne, Kolding Dommer: Martin Outzen |

### Øst
| 7. august 2018 18:00 |

| Døllefjelde-Musse (5) | 2 - 7 | B1908 (4) |
| --------------------- | ----- | --------- |
|                       |       |           |

| DMI's anlæg Nysted Dommer: Milad Rajabi |

| 7. august 2018 18:00 |

| Herlev (4) | 5 - 1 | Brønshøj (3) |
| ---------- | ----- | ------------ |
|            |       |              |

| Herlev Stadion, Herlev Dommer: Emil Martinussen |

| 7. august 2018 18:00 |

| Hørsholm-Usserød (6) | 5 - 0 | AB Tårnby (4) |
| -------------------- | ----- | ------------- |
|                      |       |               |

| Hørsholm Idrætspark, Rungsted Kyst Dommer: Nicki Nordlund Hansen |

| 7. august 2018 18:00 |

| IF Føroyar (5) | 0 - 6 | Hillerød (3) |
| -------------- | ----- | ------------ |
|                |       |              |

| Kløvermarken, København Dommer: Christian Hansen |

| 7. august 2018 18:00 |

| Ledøje-Smørum (4) | 3 - 1 (e.f.s) | Stenløse (5) |
| ----------------- | ------------- | ------------ |
|                   |               |              |

| Smørum Idrætscenter, Smørum Dommer: Philip Warburg |

| 7. august 2018 18:00 |

| Skjold Birkerød (4) | 2 - 3 (e.f.s) | B93 (3) |
| ------------------- | ------------- | ------- |
|                     |               |         |

| Birkerød Stadion, Birkerød Dommer: Yasin Seker |

| 7. august 2018 18:00 |

| Vordingborg (6) | 2 - 3 | Tårnby FF (5) |
| --------------- | ----- | ------------- |
|                 |       |               |

| Vordingborg Stadion, Vordingborg Dommer: Dan Pedersen |

| 8. august 2018 18:00 |

| Fremad Valby (4) | 2 - 6 (e.f.s.) | AB (3) |
| ---------------- | -------------- | ------ |
|                  |                |        |

| Valby Idrætspark, Valby Dommer: Simon Rosenlund |

| 8. august 2018 18:00 |

| Holbæk (4) | 0 - 2 | HIK (3) |
| ---------- | ----- | ------- |
|            |       |         |

| SuRi Park, Holbæk Dommer: Mostafa Seyfi |

| 8. august 2018 18:00 |

| Humlebæk (7) | 1 - 4 | HB Køge (2) |
| ------------ | ----- | ----------- |
|              |       |             |

| Humlebæk Stadion, Humlebæk Dommer: Kasper Madsen |

| 8. august 2018 18:00 |

| Karlslunde (5) | 0 - 3 | Næstved (2) |
| -------------- | ----- | ----------- |
|                |       |             |

| Karlslunde Stadion, Karslunde Dommer: Jonas Hansen |

| 8. august 2018 18:00 |

| Nykøbing FC (2) | 1 - 0 (e.f.s.) | Lyngby (2) |
| --------------- | -------------- | ---------- |
|                 |                |            |

| CM Arena, Nykøbing Falster Dommer: Patrick Stenzel Rasmussen |

| 8. august 2018 18:00 |

| Skovshoved (3) | 1 - 4 | Frem (3) |
| -------------- | ----- | -------- |
|                |       |          |

| Skovshoved Idrætspark, Klampenborg Dommer: Sebastian Friis Aagerup |

| 8. august 2018 18:00 |

| Slagelse (3) | 0 - 2 | FC Helsingør (2) |
| ------------ | ----- | ---------------- |
|              |       |                  |

| Slagelse Stadion, Slagelse Dommer: Benjamin Helm Svedborg |

| 8. august 2018 18:45 |

| CBS Sport (6) | 1 - 5 | GVI (4) |
| ------------- | ----- | ------- |
|               |       |         |

| Jens Jessens Vej, kunst, Frederiksberg Dommer: Christian Lundquist Iversen |

| 14. august 2018 18:00 |

| Frem Bjæverskov (7) | 0 - 0 (e.f.s.) | Listrup (6) |
| ------------------- | -------------- | ----------- |
|                     |                |             |

| Bjæverskov Stadion, Bjæverskov Dommer: Anders Foght |

|  |       | Straffesparkskonkurrence |
|  | 4 - 2 |                          |

| 14. august 2018 18:00 |

| FC Nakskov (5) | 1 - 3 | Avarta (3) |
| -------------- | ----- | ---------- |
|                |       |            |

| OK+ Stadion, Nakskov Dommer: Christian Hansen |

| 14. august 2018 18:00 |

| FC Rudersdal (7) | 0 - 4 | NB Bornholm (5) |
| ---------------- | ----- | --------------- |
|                  |       |                 |

| Vedbæk Stadion, Vedbæk Dommer: Niclas Gomes |

| 15. august 2018 18:00 |

| Greve (4) | 0 - 4 | FC Roskilde (2) |
| --------- | ----- | --------------- |
|           |       |                 |

| Greve Idrætspark, Greve Dommer: Jesper Nielsen |

| 15. august 2018 18:00 |

| Hundested (6) | 2 - 2 (e.f.s.) | Union (4) |
| ------------- | -------------- | --------- |
|               |                |           |

| Hundestedhallen, Hundested |

|  |       | Straffesparkskonkurrence |
|  | 4 - 1 |                          |

| 15. august 2018 18:30 |

| Hvidovre (2) | 1 - 4 | Fremad Amager (2) |
| ------------ | ----- | ----------------- |
|              |       |                   |

| Kæmpernes Arena, Hvidovre Dommer: Jonas Hansen |

## Anden runde
I turneringens anden runde er holdene opdelt i en Vest- og Øst-pulje. Da begge puljer skal være lige store rykkes nogle af de fynske hold over i Øst-puljen. I alt deltager 52 hold.
Lodtrækningen finder sted fredag den 17. august 2018.

## Tredje runde
Tekst mangler, hjælp os med at skrive teksten

## Fjerde runde
Tekst mangler, hjælp os med at skrive teksten

## Kvartfinale
Tekst mangler, hjælp os med at skrive teksten

## Semifinale
Tekst mangler, hjælp os med at skrive teksten

## Finale
| 17. maj 2018 17:00 |

| Brøndby (1)                                    | 1 - 1                    | FC Midtjylland                                          |
| ---------------------------------------------- | ------------------------ | ------------------------------------------------------- |
| - Kaiser 21' - Wilczek 120'                    | Rapport                  | - 6' Hansen - 31' Onuachu - 50' Poulsen                 |
|                                                | Straffesparkskonkurrence |                                                         |
| - Kaiser - Jung - Wilczek - Radošević - Halimi | 3–4                      | - Poulsen - Døhr Thychosen - Dal Hende - Mabil - Scholz |

| Parken, Østerbro Tilskuere: 31.430 Dommer: Peter Kjærsgaard-Andersen |